# Ein Fall für Stein
Ein Fall für Stein è una serie televisiva tedesca occidentale, prodotta e trasmessa nel 1976 dalla ZDF. Protagonisti della serie sono Volkert Kraeft (nel ruolo di Thomas Stein) e Uta Taeger.
La serie si compone di una sola stagione, per un totale di 13 episodi, della durata 25 minuti ciascuno.  Il primo episodio, intitolato Eine Nacht im Knast , venne trasmesso in prima visione il 7 marzo 1976; l'ultimo, intitolato Jagd auf einen Kidnapper, andò in onda in prima visione il 30 giugno 1976.

## Trama
Protagonista delle vicende è Thomas Stein, uno scrittore e giornalista di Francoforte sul Meno: il suo lavoro di reporter lo mette di fronte a vari i casi criminali, nei quali interviene attivamente nelle indagini, arrivando egli stesso alla soluzione. Nelle indagini, è coadiuvato da Paula, la sua ragazza.

## Personaggi e interpreti
- Thomas Stein, interpretato da Volkert Kraeft
- Paula, interpretata da Uta Taeger: è la ragazza di Stein[3]

### Guest-star
Tra le varie guest-star apparse nella serie, figurano, tra gli altri, Walter Buschhoff, Ursula Distel, Bernd Herzsprung, Liane Hielscher, Andrea L'Arronge, Peter Kock, Eva Mannhardt, Sabine von Maydell, Hans Georg Panczak, Lieselotte Rau, Hans Richter, Peter Schiff, Rudolf Schündler, ecc.

## Episodi
| Stagione       | Puntate | Prima TV Germania | Prima TV Italia |
| -------------- | ------- | ----------------- | --------------- |
| Prima stagione | 13      | 1976              | inedita         |